# Mojosimo
Mojosimo is een bestuurslaag in het regentschap Demak van de provincie Midden-Java, Indonesië. Mojosimo telt 1335 inwoners (volkstelling 2010).